# Мантай (Юта)
Мантай (/ˈmæntaɪ/) (англ. Manti) — город в штате Юта (США). Административный центр округа Санпит. По данным переписи за 2010 год число жителей города составляло 3276 человек.

## Географическое положение
По данным Бюро переписи населения США Мантай имеет общую площадь в 5,0 км². Город находится в долине Санпит в центральной Юте на высоте 1710 м.
Через центр города проходит шоссе:
- US 89 (англ. U.S. Route 89)

### Климат
По классификации климатов Кёппена климат Мантай относится к холодному семиаридному (BSk). Средняя температура в году — 7,8 °C, самый тёплый месяц — июль (средняя температура 20,6 °C), самый холодный — январь (средняя температура −3,3 °C). Среднее количество осадков в году 325,1 мм, наибольшее — в марте (35,6 мм), наименьшее — в июле (20,3 мм).

## История
Мантай был основан в 1849 году. В 1850 году Бригам Янг назвал поселение Мантай. В 1851 году город был инкорпорирован. В 1853 году в Мантай приехала большая группа датских поселенцев. В Мантае были построены 3 форта для защиты от индейцев. В 1880 году в город была проведена железная дорога из Нефай. Между 1889 и 1905 годами в большинстве городов долины Санпет было несколько наводнений

## Население
| Год переписи | Нас. |  | %±     |
| ------------ | ---- |  | ------ |
| 1860         | 913  |  | —      |
| 1870         | 1239 |  | 35,7%  |
| 1880         | 1748 |  | 41,1%  |
| 1890         | 1950 |  | 11,6%  |
| 1900         | 2425 |  | 24,4%  |
| 1910         | 2437 |  | 0,5%   |
| 1920         | 2412 |  | −1%    |
| 1930         | 2200 |  | −8,8%  |
| 1940         | 2268 |  | 3,1%   |
| 1950         | 2051 |  | −9,6%  |
| 1960         | 1739 |  | −15,2% |
| 1970         | 1803 |  | 3,7%   |
| 1980         | 2080 |  | 15,4%  |
| 1990         | 2268 |  | 9%     |
| 2000         | 3040 |  | 34%    |
| 2010         | 3276 |  | 7,8%   |
| 2016         | 3396 |  | 3,7%   |

По данным переписи 2010 года население Мантая составляло 3276 человек (из них 49,3 % мужчин и 50,7 % женщин), в городе было 1037 домашних хозяйств и 820 семей. На территории города было расположено 1138 постройки со средней плотностью 227,6 построек на один квадратный километр суши. Расовый состав: белые — 94,5 %, азиаты — 0,3 %, коренные американцы — 0,9 %.
Население города по возрастному диапазону по данным переписи 2010 года распределилось следующим образом: 35,2 % — жители младше 18 лет, 4,7 % — между 18 и 21 годами, 45,8 % — от 21 до 65 лет и 14,3 % — в возрасте 65 лет и старше. Средний возраст населения — 30,9 лет. На каждые 100 женщин в Мантае приходилось 97,2 мужчины, при этом на 100 совершеннолетних женщин приходилось уже 92,5 мужчин сопоставимого возраста.
Из 1037 домашних хозяйств 79,1 % представляли собой семьи: 65,4 % совместно проживающих супружеских пар (30,3 % с детьми младше 18 лет); 10,3 % — женщины, проживающие без мужей и 3,4 % — мужчины, проживающие без жён. 20,9 % не имели семьи. В среднем домашнее хозяйство ведут 3,16 человека, а средний размер семьи — 3,64 человека. В одиночестве проживали 19,1 % населения, 8,9 % составляли одинокие пожилые люди (старше 65 лет).

## Экономика
В 2014 году из 2474 человека старше 16 лет имели работу 1398. При этом мужчины имели медианный доход в 39 509 долларов США в год против 33 882 долларов среднегодового дохода у женщин. В 2014 году медианный доход на семью оценивался в 54 120 $, на домашнее хозяйство — в 45 152 $. Доход на душу населения — 18 336 $ в год.